# Prix spécial Albert-Lasker
Le prix spécial Albert-Lasker est l'un des quatre prix Albert-Lasker décernés par la Fondation Lasker. C'est le dernier des prix créé par celle-ci en 1994 pour récompenser l'accomplissement exceptionnel de la carrière d'un scientifique. Ce prix, qui est décerné tous les deux ans (années paires, puis à compter de 2021 années impaires) en alternance avec le prix Lasker-Bloomberg pour le bien public, a été rebaptisé prix spécial Lasker-Koshland en science médicale en l'honneur de Daniel Koshland.

## Lauréats du prix
Les lauréats du prix sont :
- 1994 : Maclyn McCarty
- 1996 : Paul Zamecnik
- 1997 : Victor McKusick
- 1998 : Daniel Koshland
- 1999 : Seymour Kety
- 2000 : Sydney Brenner
- 2002 : James Darnell
- 2004 : Matthew Meselson
- 2006 : Joseph Gall
- 2008 : Stanley Falkow
- 2010 : David Weatherall
- 2012 : Donald D. Brown et Thomas Maniatis pour leurs travaux en génétique
- 2014 : Mary-Claire King
- 2016 : Bruce Alberts
- 2018 : Joan A. Steitz
- 2020 : non décerné
- 2021 : David Baltimore
- 2023 : Piet Borst